# 天井

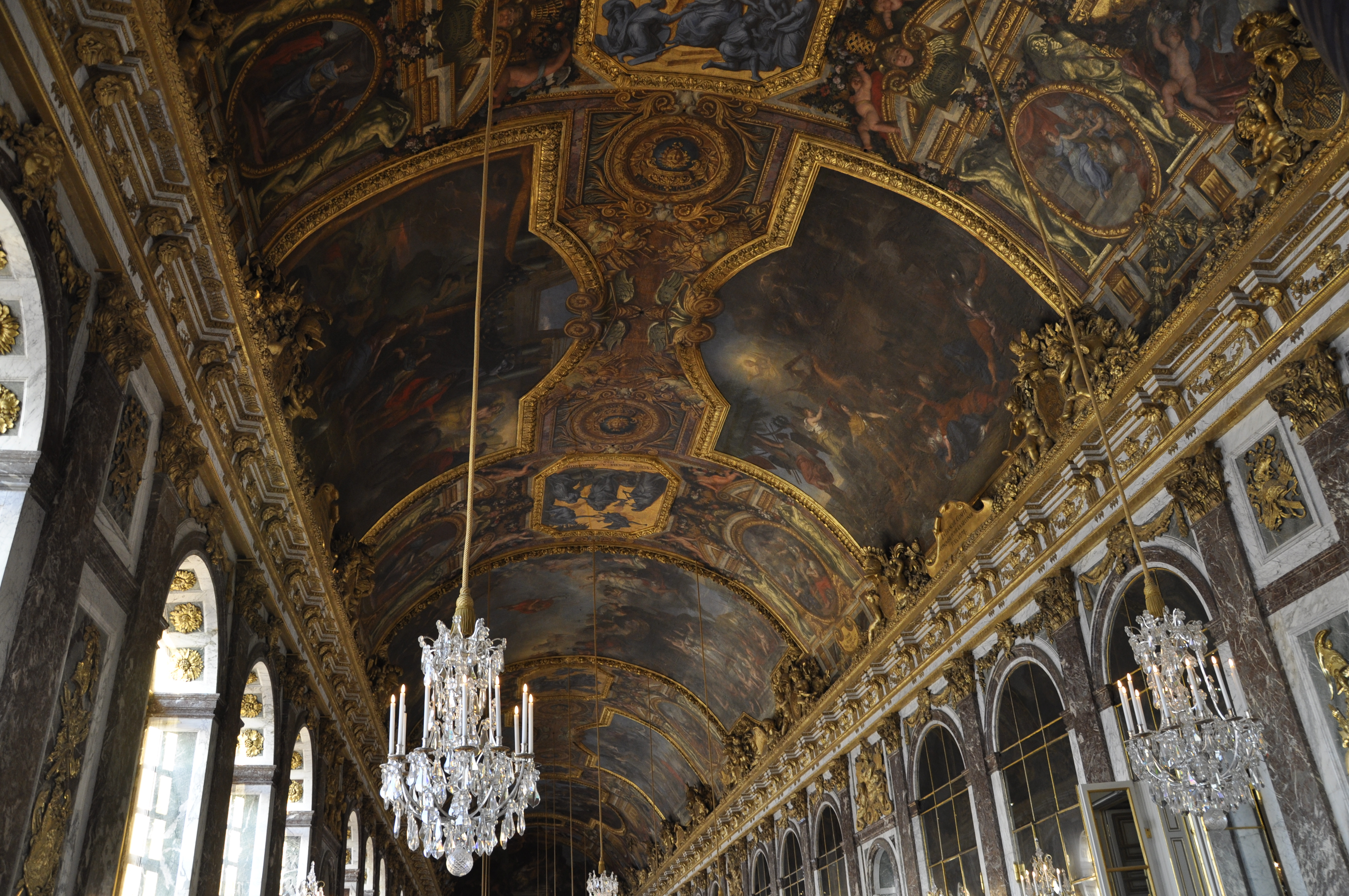
ヴェルサイユ宮殿「鏡の間」の天井

天井（てんじょう）とは、部屋など構造物内部の上側の面である。天井仕上材及び天井下地構成材の総称である。

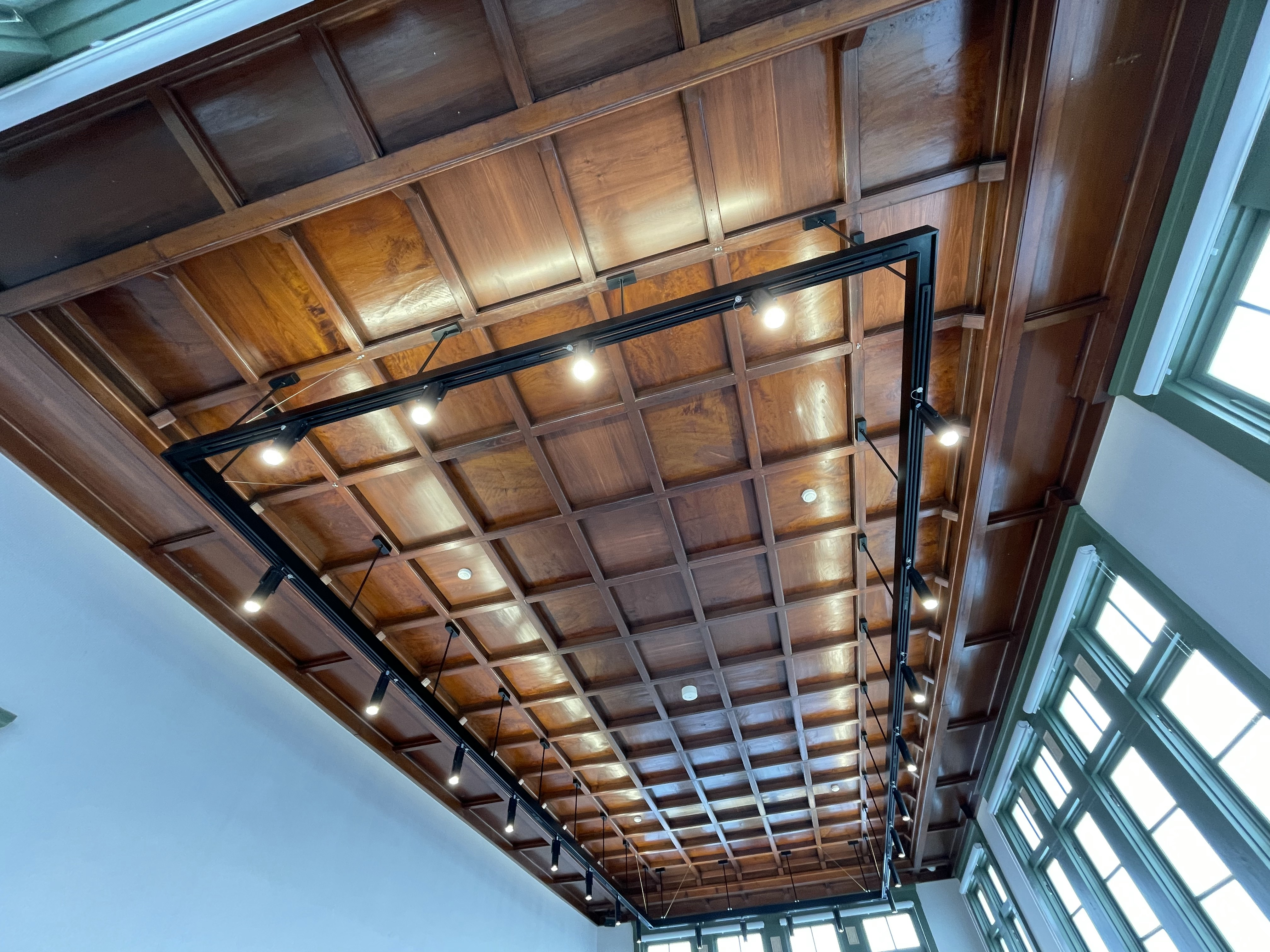
栃木市立文学館の格天井

## 機能
天井には室内の温度調整、あるいは照明による明るさの確保、収納、屋根裏からの塵埃の落下防止、悪天候を避けるといった機能がある。広い部屋なのに天井が低かったり、天井を暗い色彩の色にしてしまったりすると圧迫感を受ける。また、住宅でむやみに天井が高いと暖房の面で不利である。
日本では、居室の場合、建築基準法施行令（第21条）により、平均の高さは2.1m以上と定められている。なお、学校建築（床面積50平方m）の場合、3m以上という特例があったが、2005年（平成17年）11月の政令にて削除された（教室#天井高規制を参照）。

### 天井の照明設備
天井に設置される照明には、天井面に埋め込むダウンライト、天井面に直接取り付けるシーリングライト、引掛シーリングという器具によって天井面からぶら下げるペンダントライトなどがある。

### 天井の空調設備
天井に設置される空調設備としてはエア・コンディショナーがあるほか、天井扇（シーリングファン）と呼ばれるファンも用いられる（詳細は「扇風機」の項目参照）。

## 天井の分類
天井の形状による分類としては、平天井、勾配天井、船底天井、下がり天井などがある。
格子状の天井のことをルーバー天井という。照明を上部に組み込むので、まぶしさを抑える効果がある。
鉄骨造の建造物では、吊木によって上階スラブから天井面を吊るして支持する構造とした吊天井（二重天井）が一般的である。

## 日本の建築における天井

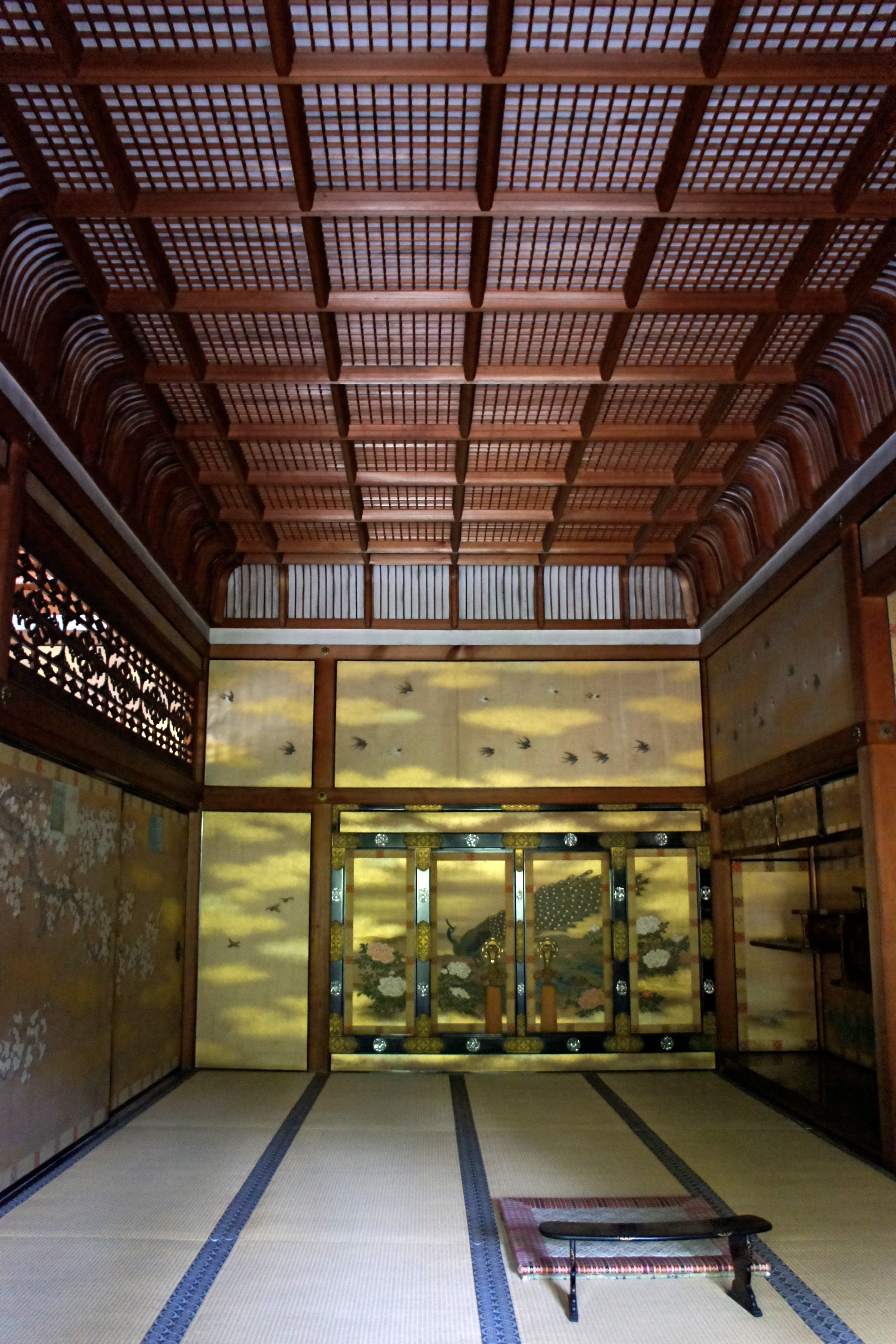
折上小組格天井
（仁和寺宸殿上段の間）

### 構造
近世の農家では天井を張らず、小屋組を露出させていることが多かった（養蚕などで2階や屋根裏を造る場合は別）。農家でも床の間のある座敷を設けるようになると天井を造るように変化してゆくが、土間部分では火を使うこともあって小屋組を見せるのが一般的であった。
寺院建築のうち、現存最古の法隆寺金堂を見ると、梁・桁の間に木材を格子状に組んだ天井を造っている（組入天井）。平安時代以降の和様の仏堂では梁・桁の下に格子を組んだ天井（格天井）を造るようになった。格天井（ごうてんじょう）は格縁（ごうぶち）天井ともいう。組入天井では構造材（梁・桁）を見せるが、格天井では構造材を隠してしまう。和様特有の天井の低い穏やかな空間が生まれるようになった。これらに対して、禅宗様など構造材をそのまま見せる（天井を張らない）形式の仏堂も多い。
書院建築では、天井の造りによって格式が決まってくる。格天井の中で周囲の部分を一段持ち上げるようにしたものが折上格天井である（二重に持ち上げたものは二重折上格天井）。二条城書院を見ると、将軍の座る位置が二重折上格天井で、その下手に折上格天井、格天井と格式によって天井の造りも変化させている。数寄屋造りの場合、こうした序列は用いず、竿縁天井とする。竿縁天井は小屋組等から吊木で野縁を吊って竿縁を渡し、天井板をその上に乗せたものである。茶室の場合は狭い空間の中に網代天井、掛け込み天井など変化を持たせる。

### 吊り天井

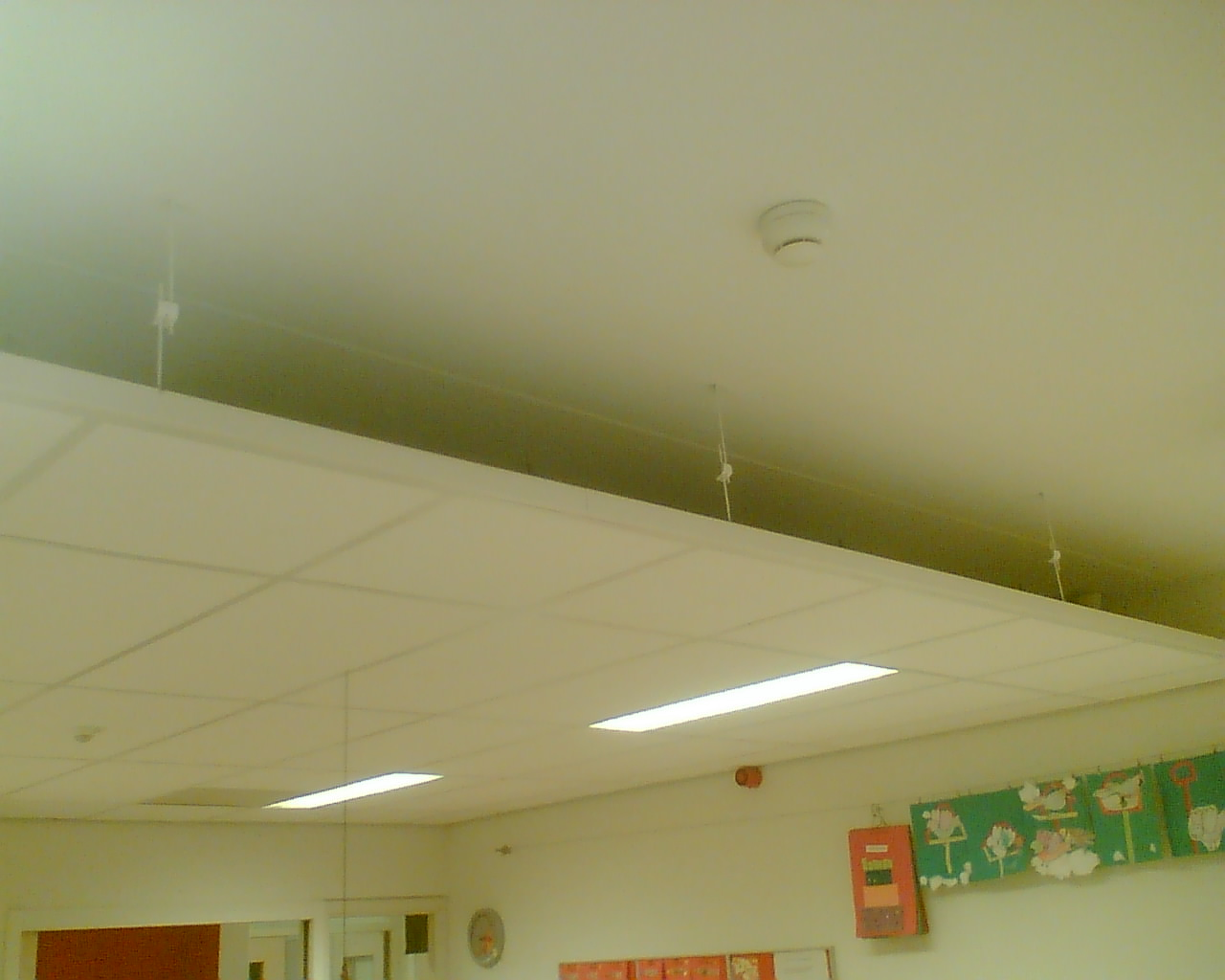
吊り天井

吊り天井（Dropped ceiling）は、スラブや梁から吊り木や吊り金具（吊りボルト）で天井板を吊っている天井である。日本家屋の他、体育館やホール、トンネルなどでも採用されているが、施工は簡素に留めている・引っ掛けているだけなど揺れに対して強度がある状態ではなかったため、地震、特に東日本大震災で天井が崩落し、被害が多かった。この事から学校などで対策が講じられている。また笹子トンネル天井板落下事故以降、トンネルの天井施工についても問題が指摘されている。
あらかじめ天井を吊り上げておき、標的が部屋内にいる時に天井を落とし、標的を押し潰して殺害する装置（罠）も吊り天井と呼ばれる。江戸時代、幕府の重臣・本多正純が吊り天井を仕掛け将軍徳川秀忠の謀殺を企てたとされる宇都宮城釣天井事件がある。
例
- 竿縁（さおぶち）天井 - 近世以降、日本建築の和室で多く用いられている天井。

## 中国語の天井
中国の住宅建築では、小さな中庭を中心に四方部屋を配し（四合院など）、あるいは一方が壁となった中庭の三方に部屋を配して、周囲につながった屋根を作る場合がよくあり、その時に庭の上にできる屋根のない四角い空間を「天井」と呼ぶ。建築様式によっては居住空間の上にこの「天井」を配して、天窓とする例もある。なお、日本語でいう天井のことを、中国語では「天花板」という。

## 天井の装飾

### 天井画

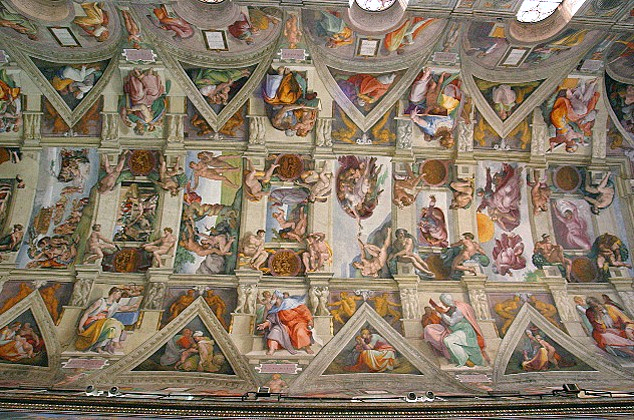
システィーナ礼拝堂天井画

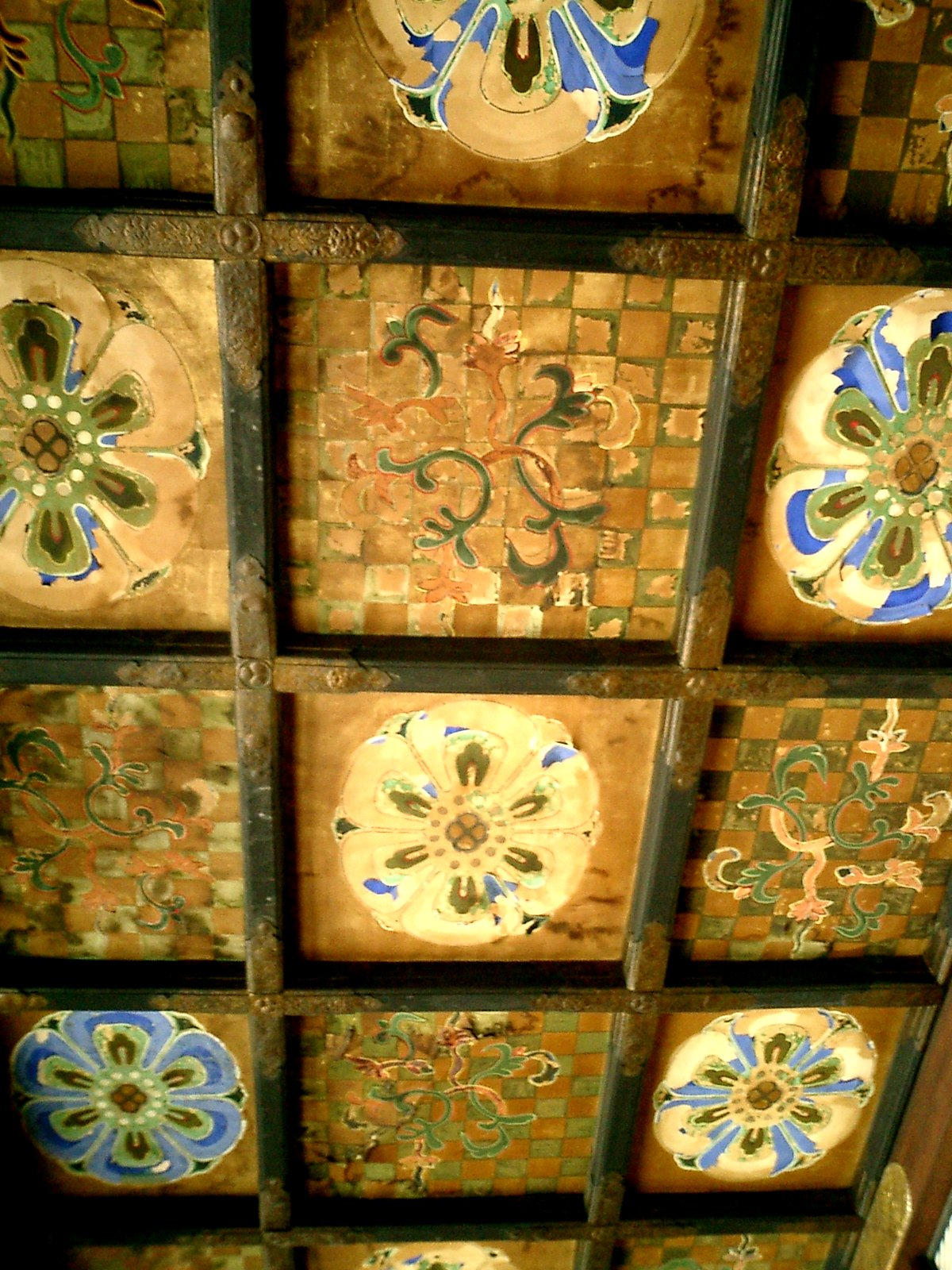
二条城二の丸御殿の天井画

天井の装飾に天井画がある。移動が容易でないため戦災などで建物とともに失われてしまったものも多いが、「名古屋城旧本丸御殿天井板絵」のように戦災を避けるために取り外され後に国宝に指定されたものもある。
天井画の有名な建築物
（50音順）
日本国外
- ガルニエ宮
- ゲーテアヌム
- ジェズ教会
- システィーナ礼拝堂天井画（システィーナ礼拝堂）
- バチカン宮殿
- ヒルデスハイムの聖マリア大聖堂と聖ミカエル聖堂

日本国内
- 池上本門寺
- 永平寺
- 円覚寺
- 建長寺
- 久遠寺
- 下谷神社
- 清瀧寺楼門
- 南禅寺
- 晴海トリトン
- 方広寺鐘楼
- 湊川神社
- 立江寺 (小松島市)

### 鳴き龍
天井下の特定の位置で手を打つと反響を生じるものを鳴き龍という。鳴き龍の有名な建築物として日光東照宮本地堂（薬師堂）（栃木県日光市）、甲斐善光寺（山梨県甲府市）、相国寺（京都市上京区）がある。

### シーリング・ローズ

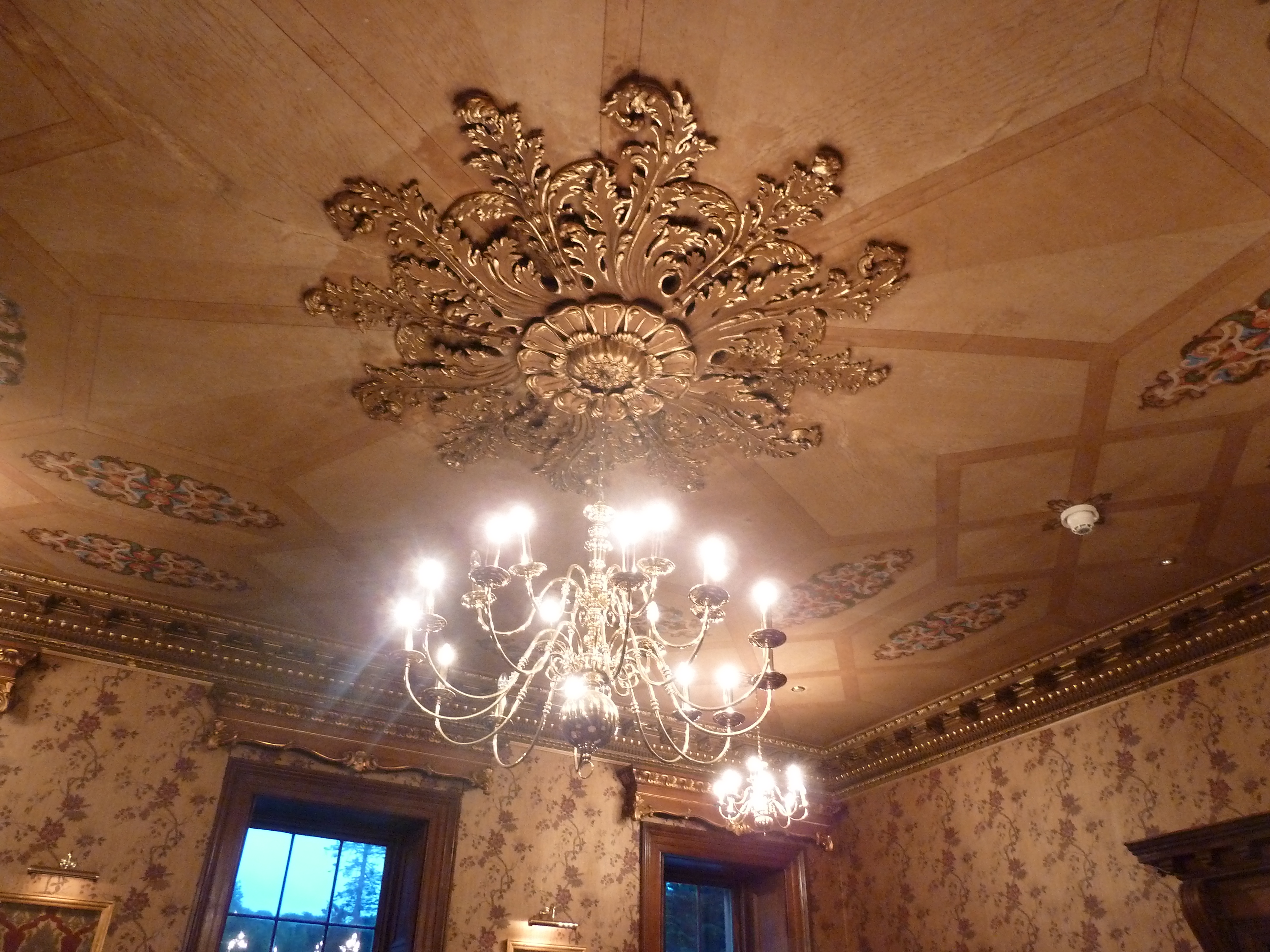
シーリング・ローズ

シーリング・ローズとは、天井に描かれるバラのことである。「バラの下で」を意味するラテン語sub rosaは、ローマ神話で沈黙の神ハルポクラテスへの贈り物にバラが用いられたことから秘密にすることを意味する。ローマ時代、バラの花を天井につるした宴会の内容は口外してはならないという習慣から。

### シーリング・メダリオン
シャンデリアなどの照明の根元に飾られる漆喰・石膏・ウレタン細工をシーリングセンター、シーリング・メダリオンという。シーリング・ローズのモチーフが使われることもあるが、様々な意匠がある。

## 天井の剥落・崩落事故
老朽化や地震によって天井の剥落や崩落が発生する事故を生じることがある。
- 2006年7月 - ボストン高速道路天井板落下事故
- 2011年（平成23年）3月 - 東日本大震災で、大規模空間を有する建築物での天井の脱落事故が多数生じた。九段会館（東京都千代田区）では天井崩落で29人が死傷[13]し、神奈川県横浜市のボウリング場ハマボール(1970年オープン)は2009年に耐震工事を行なっていたが、天井崩落で4人が軽傷となり、閉店した[14]。震災後、天井の脱落防止措置等について建築基準法施行令の改正が行われた[15]。この法改正では、従前は内装材として扱われていた天井材の安全基準も設けられ、不織布のように軽量な天井材も開発されている[16]。
- 2012年12月 - 笹子トンネル天井板落下事故
- 2013年7月
  - 甲府駅1番線ホームで天井板が落下[17]
  - 北海道議会庁舎で天井の漆喰が落下[18]

## 比喩として
- 比喩的に、物価や相場などの一番高い所のことを天井という。
- パチスロの場合は、吸い込み方式やストック機において、ボーナスフラグが成立する回転数やコイン投入枚数のことをいう。天井 (パチスロ)を参照。
- ソーシャルゲームにおける天井については「アイテム課金#天井」を参照。
- ガラスの天井 - 女性が昇進などで到達できる役職・地位に、男性に比べて実質的な制限があることを、透明なガラスにたとえた表現。
- 物価や相場などが高騰し、最高値をどこまでも更新していくことを、遮る雲の無い青空に例えて青天井という。他に、天井知らずという表現もある。麻雀の得点計算で、点数の上限を設けないローカルルールを青天井ルールという。

英語で天井をシーリング（ceiling）という。この語は金額の上限や概算要求基準の意味で用いられる。